# Masami Tanaka
Masami Tanaka (Japón, 5 de enero de 1979) es una nadadora japonesa retirada especializada en pruebas de estilo braza, donde consiguió ser medallista de bronce olímpica en 2000 en los 4 x 100 metros estilos.

## Carrera deportiva
En los Juegos Olímpicos de Sídney 2000 ganó la medalla de bronce en los relevos de 4 x 100 metros estilos (nadando el largo de braza), con un tiempo de 4:04.16 segundos que fue récord de Japón, tras Estados Unidos (oro) y Australia (plata).